# Avrankou Omnisport Football Club
Actualités
Avrankou Omnisport FC est un club de football béninois basé à Avrankou dans le département de l'Ouémé. Il fait partie des clubs de la première division béninoise depuis la saison 2014-15,.

## Stade
Le club joue au stade municipal d'Avrankou, d'une capacité de 5 000 places.